# Сарпсборг (футбольний клуб)
«Сарпсборг» (норв. Sarpsborg Fotballklubb) — колишній норвезький футбольний клуб із Сарпсборга. Заснований у 1903 році, розформований у 2007.

## Досягнення
- Володар кубка Норвегії: 1917, 1929, 1939, 1948, 1949, 1951